# Merdeka 118
Merdeka 118 é um arranha-céu em Kuala Lumpur, Malásia. Com 678,9 metros de altura e 118 andares. Tornou-se o edifício mais alto da Malásia, do sudeste da Ásia, e o segundo mais alto do mundo.

## Construção
Quando foi concluída em 2023, a torre se tornou o edifício mais alto da Malásia. Foi construído em três fases e consiste em 400  000 metros quadrados (4 300 000 pés quadrados) de espaço residencial, hoteleiro e comercial.
O edifício é uma mistura de escritórios, hotéis e lojas de varejo e um observatório que será o deck de observação mais alto do Sudeste Asiático. Possui dois mirantes, o primeiro dentro do prédio e o segundo dentro da torre, e um centro de negócios de varejo (118 Mall). Será cercado por quatro acres de parques urbanos e lineares.  O espaço não alugável é composto por elevadores, instalações recreativas e de manutenção, além de vagas de estacionamento para até 8 500 carros. Sessenta dos 80 andares de escritórios serão reservados para a Permodalan Nasional Berhad (PNB), desenvolvedora do projeto, e suas subsidiárias.

## Local
A torre está localizada em Petaling Hill, uma colina de baixa densidade diretamente a sudeste da histórica cidade velha de Kuala Lumpur, no local do antigo Parque Merdeka (que foi posteriormente transformado em um estacionamento ao ar livre). O local fica próximo a uma série de marcos históricos com pouco desenvolvimento moderno: instalações esportivas da era da Independência, incluindo o Estádio Merdeka, o Estádio Nacional e o Estádio Chin Woo, o recinto da escola pré-guerra da Escola de Meninos Metodistas e Victoria Instituição e o projeto Plaza Rakyat parado (através da Linha Ampang ). O desenvolvimento Merdeka 118, quando concluído, também terá acesso à recém-construída Linha MRT Sungai Buloh-Kajang escavada sob o extremo sul da cidade velha de Kuala Lumpur.

## Projeto
A torre foi projetada com uma mistura de facetas em forma de diamante para representar a diversidade dos malaios. Dizem que o prédio de vidro e aço com sua torre lembra a mão levantada de Tunku Abdul Rahman quando ele proclamou a independência da Malásia. Ele conterá um complexo comercial, escritórios e áreas residenciais. Os engenheiros estruturais são Leslie E. Robertson Associates e Robert Bird Group. A empresa de Design e Engenharia Ambiental Neapoli Group foi contratada para fornecer serviços de consultoria para alcançar a classificação de platina com três organismos de certificação de Green Building: LEED, Green Building Index e GreenRE. Os quatro andares superiores serão usados como plataforma de observação.

## Crítica
Muitos criticaram este projeto, alegando que é um desperdício e que os fundos de RM5 bilhões poderiam ter sido usados para outras causas, como saúde ou educação.
Em resposta às críticas, o primeiro-ministro Najib Tun Razak afirmou que o projeto não foi um desperdício e trará mais benefícios ao gerar oportunidades econômicas.
A estação Hang Tuah, que atende a Linha Ampang e o Monotrilho KL, fica a 600 metros de caminhada na direção sudeste.

## Pisos
Todas as plantas baixas foram obtidas a partir das propostas do edifício e estão sujeitas a alterações.
| Pisos     | Propósito                                                      |
| --------- | -------------------------------------------------------------- |
| 118       | Observatório de Nível Superior - Merdeka View                  |
| 117       | Observatório de Nível Médio - Merdeka View                     |
| 116       | Observatório de Nível Inferior - Merdeka View                  |
| 115       | Restaurante de luxo                                            |
| 114       | Restaurante de luxo                                            |
| 113       | Interno                                                        |
| 100 – 112 | Parque Hyatt Kuala Lumpur (hotel)                              |
| 99        | Ginásio interior, spa e piscina dos hotéis                     |
| 97 – 98   | Park Hyatt Kuala Lumpur (Hotel)                                |
| 93 – 96   | PNB Escritório 2                                               |
| 92        | Recepção Principal do PNB                                      |
| 87 – 91   | PNB Escritório 1                                               |
| 78 – 86   | Escritórios da Zona Alta 1                                     |
| 77        | Interno                                                        |
| 76        | Lobby do Office Sky                                            |
| 75        | Parque Hyatt Kuala Lumpur (hotel) Sky lobby, Restaurante e Bar |
| 58 – 74   | Escritórios da Zona Média 2                                    |
| 43 – 57   | Escritórios da Zona Média 1                                    |
| 42        | Área serviços internos                                         |
| 40 – 41   | Lobby do Office Sky                                            |
| 24 – 39   | Escritórios da Zona Baixa 2                                    |
| 8 – 23    | Escritórios da Zona Baixa 1                                    |
| 6 – 7     | Interno                                                        |
| 5         | Merdeka 118 Lobby do escritório                                |
| 4         | Nível superior do saguão / Foyer sul                           |
| 3         | Lobby do Park Hyatt Hotel / Entrada do shopping                |
| 2         | A Vista @ 118 (Skydeck e observatório)                         |
| 1         | A Vista @ 118 (Skydeck e observatório)                         |
| G         | Nível inferior do saguão / Foyer norte                         |
| C         | Lounge / Galeria / Doca de carga                               |
| B1 – B6   | Estacionamento subterrâneo                                     |
| B7        | Interno                                                        |

## Altura
A altura da torre, coroa, telhado, último andar, observação e torres residenciais de Merdeka 118.
| Informações de altura       | Altura                                |
| --------------------------- | ------------------------------------- |
| Arquitetônico               | 678,9 m (2 227 pés)                   |
| Ponta                       | 680,5 m (2 233 pés)                   |
| Pináculo                    | 160,7 m (527 pés)                     |
| Telhado                     | 518,2 m (1 700 pés)                   |
| Último andar                | 502,8 m (1 650 pés)                   |
| Observação                  | 566 m (1 857 pés) e 500 m (1 600 pés) |
| Torre Residencial Merdeka 1 | 242,3 m (795 pés)                     |
| Torre Residencial Merdeka 2 | 220,4 m (723 pés)                     |

## Galeria

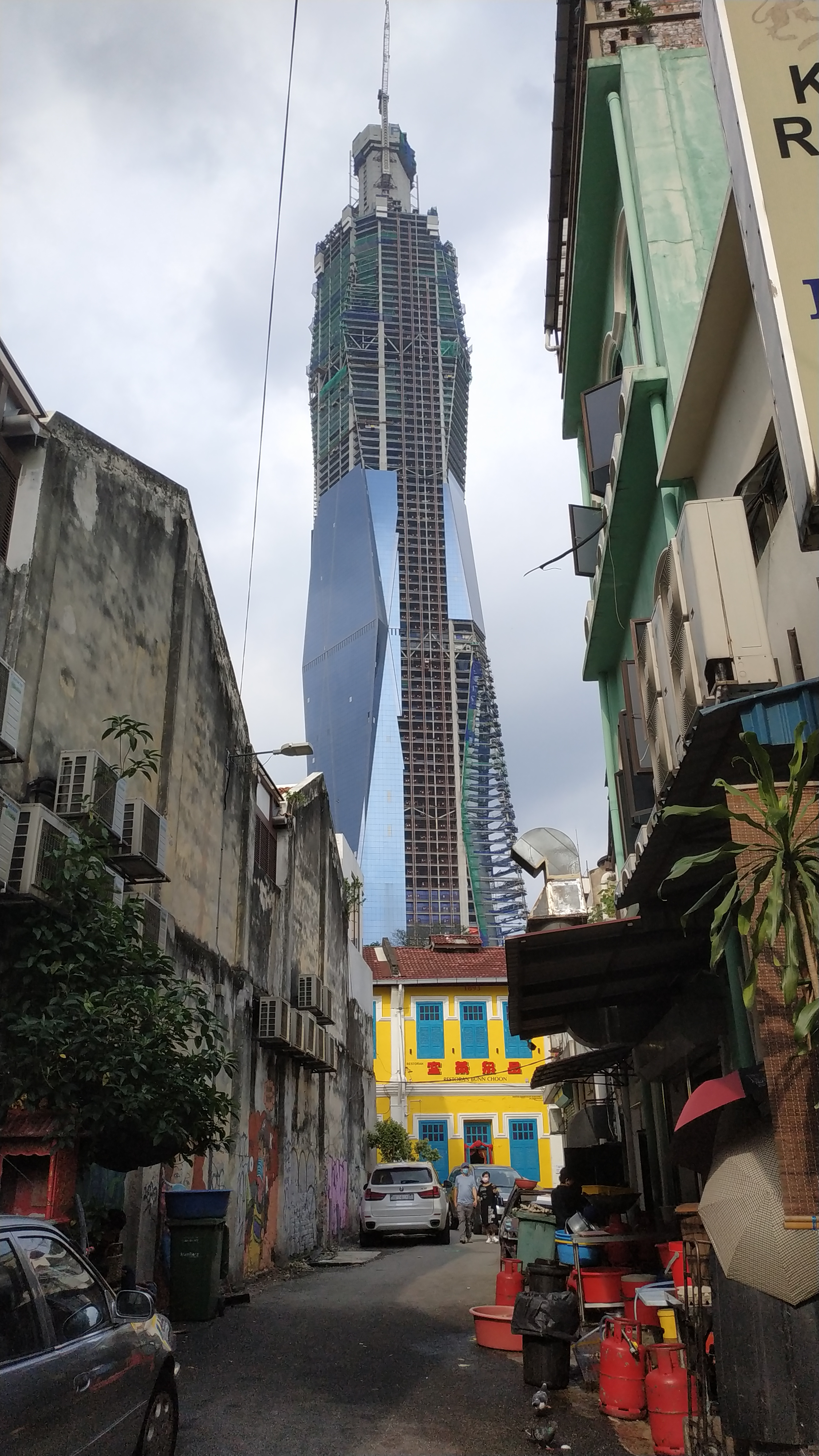
Maio de 2020
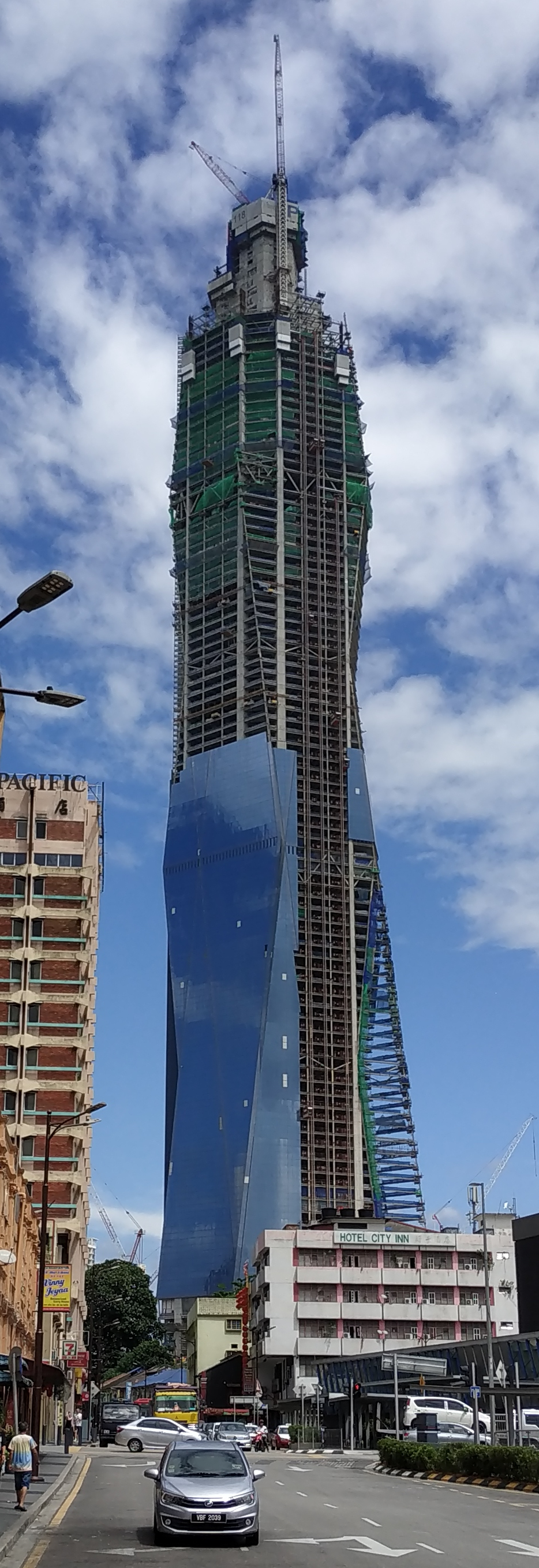
Fevereiro de 2020
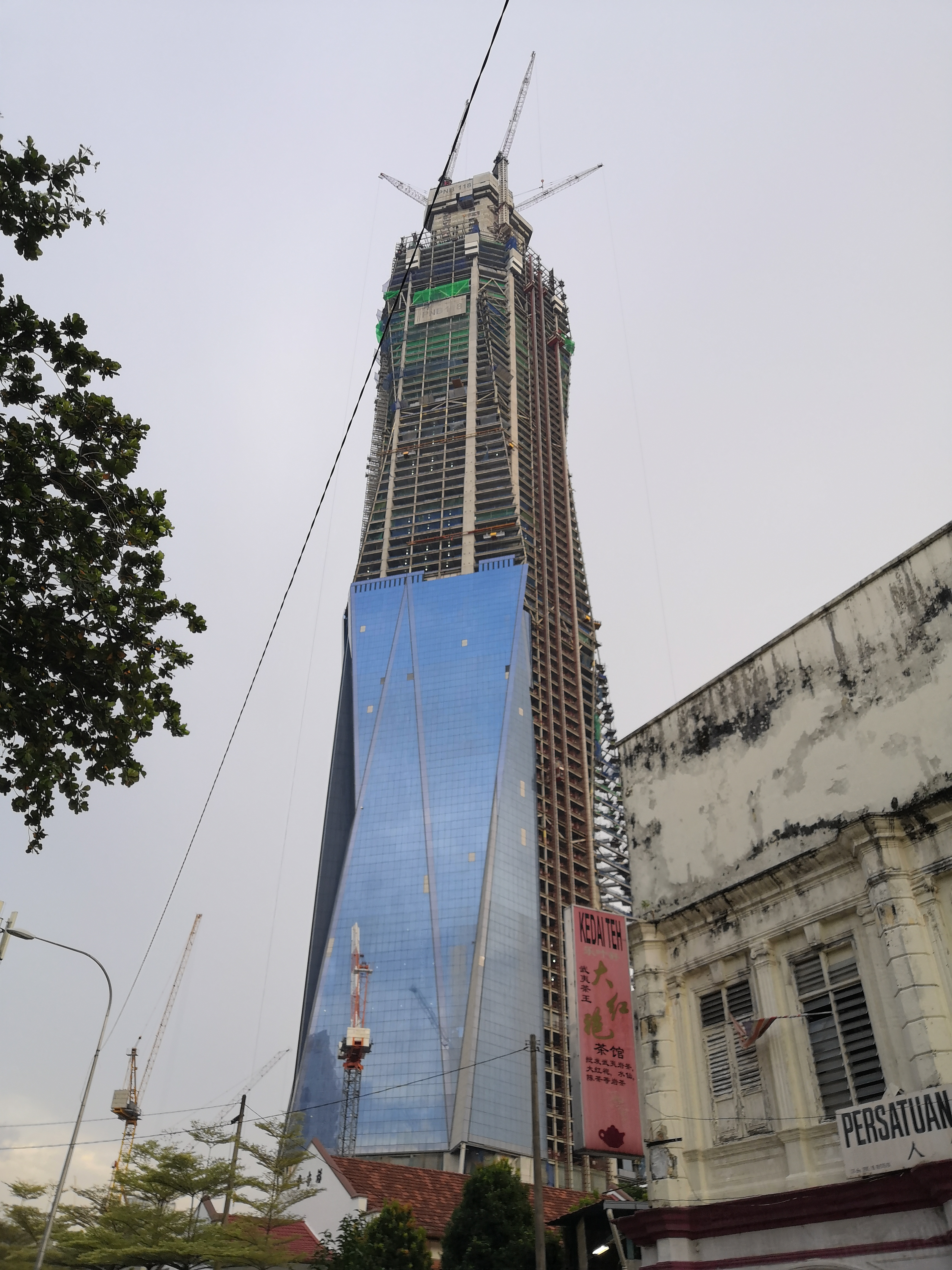
Janeiro de 2020
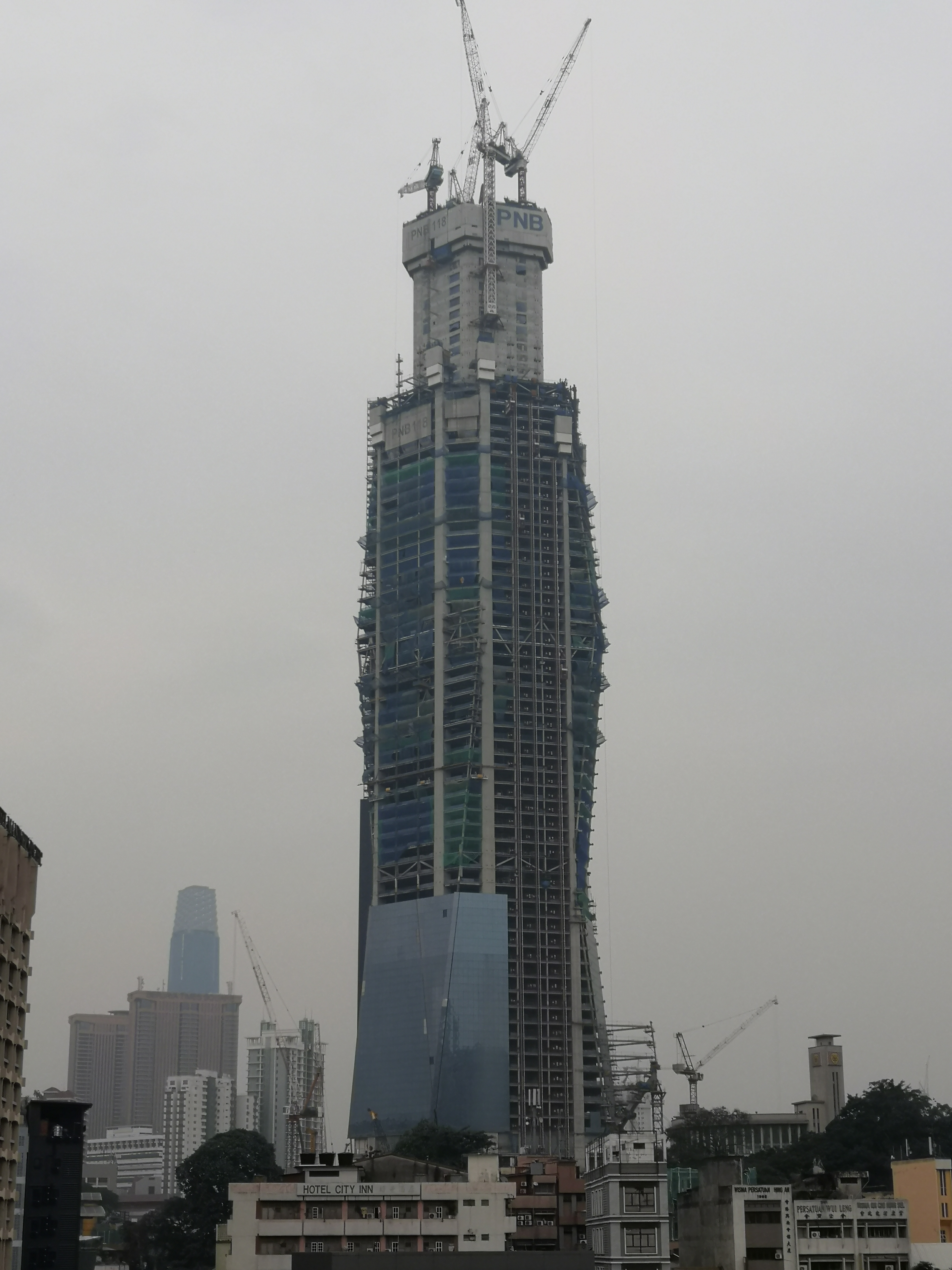
Agosto de 2019
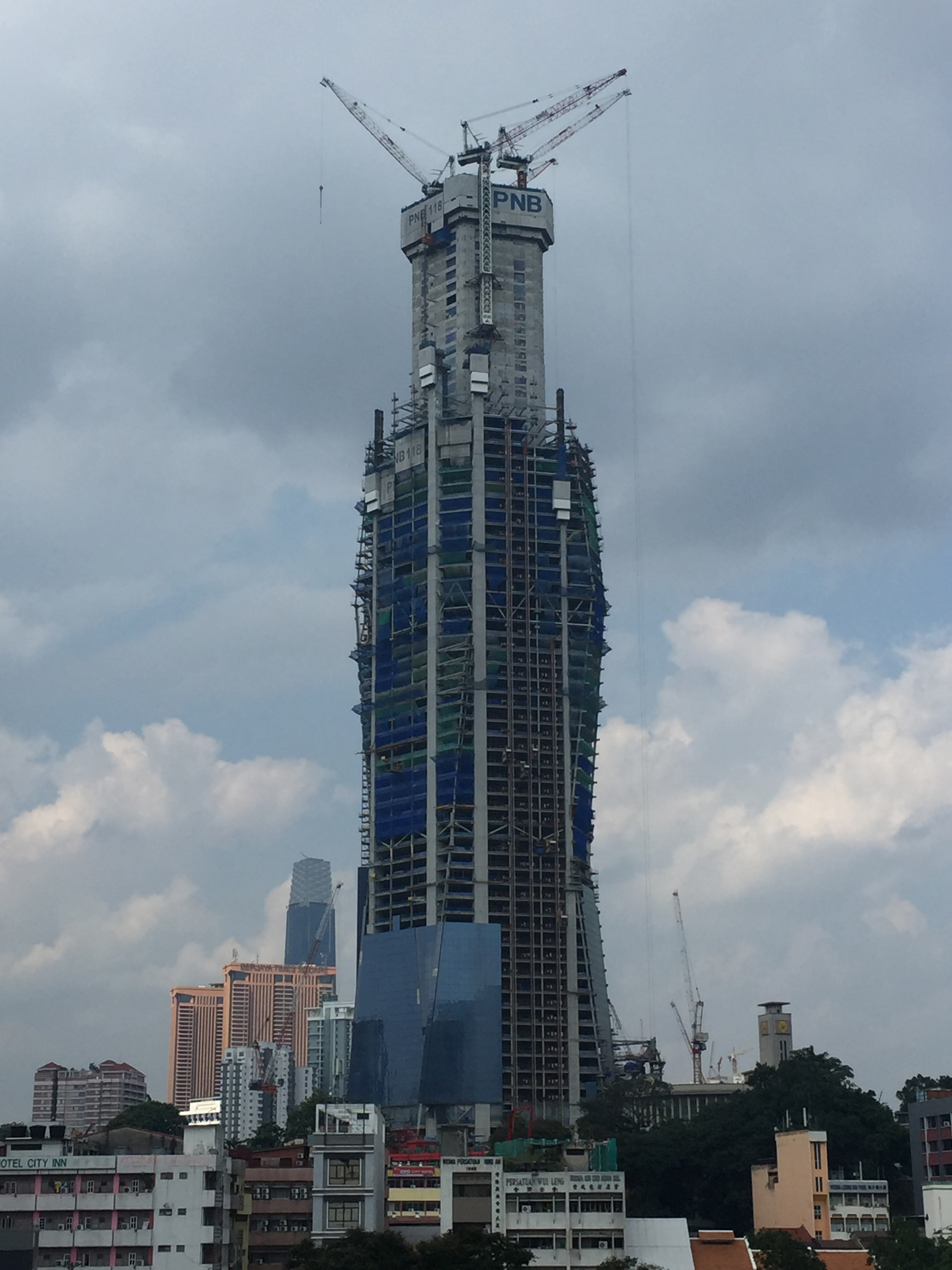
Julho de 2019
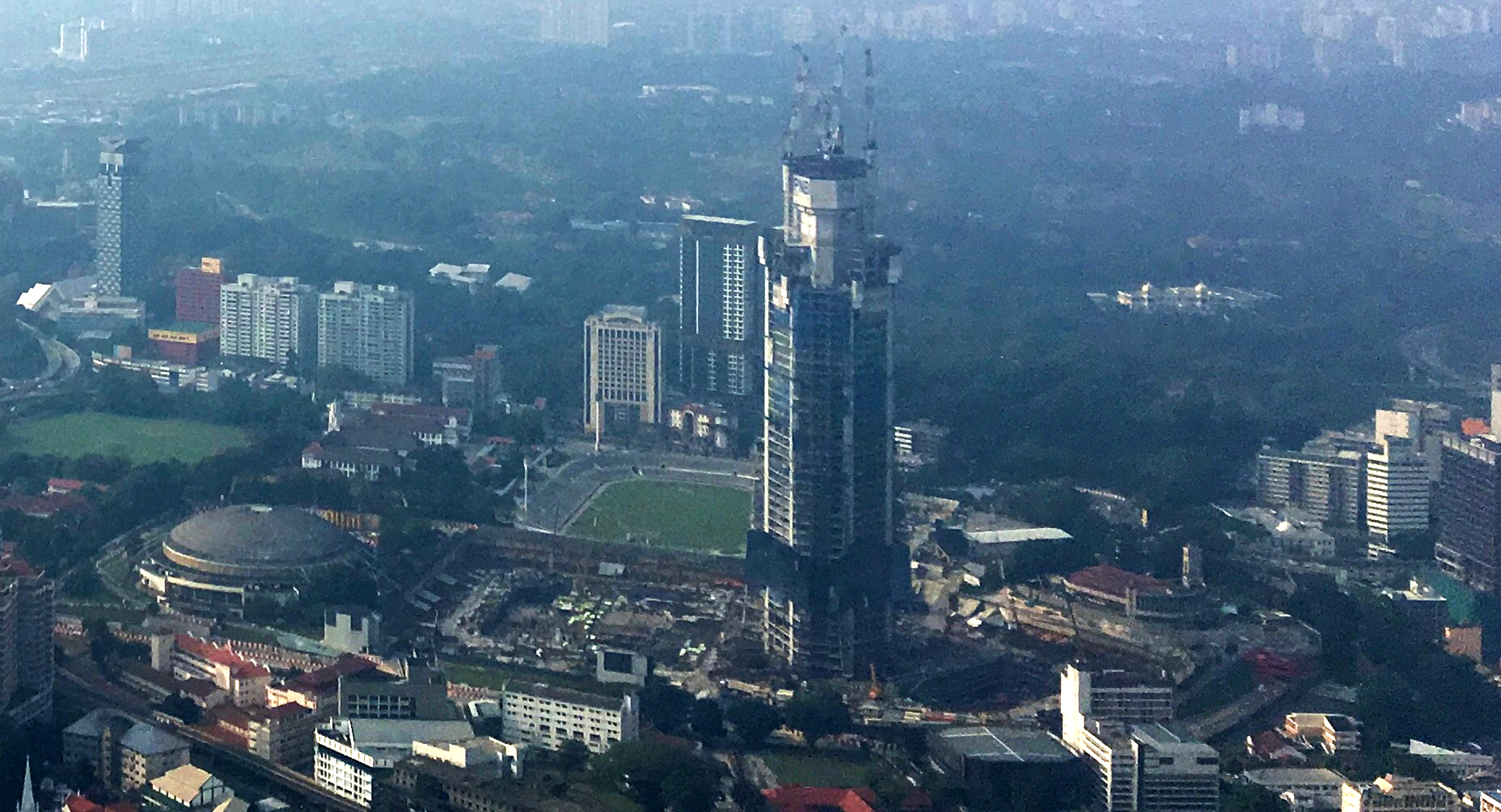
Março de 2019
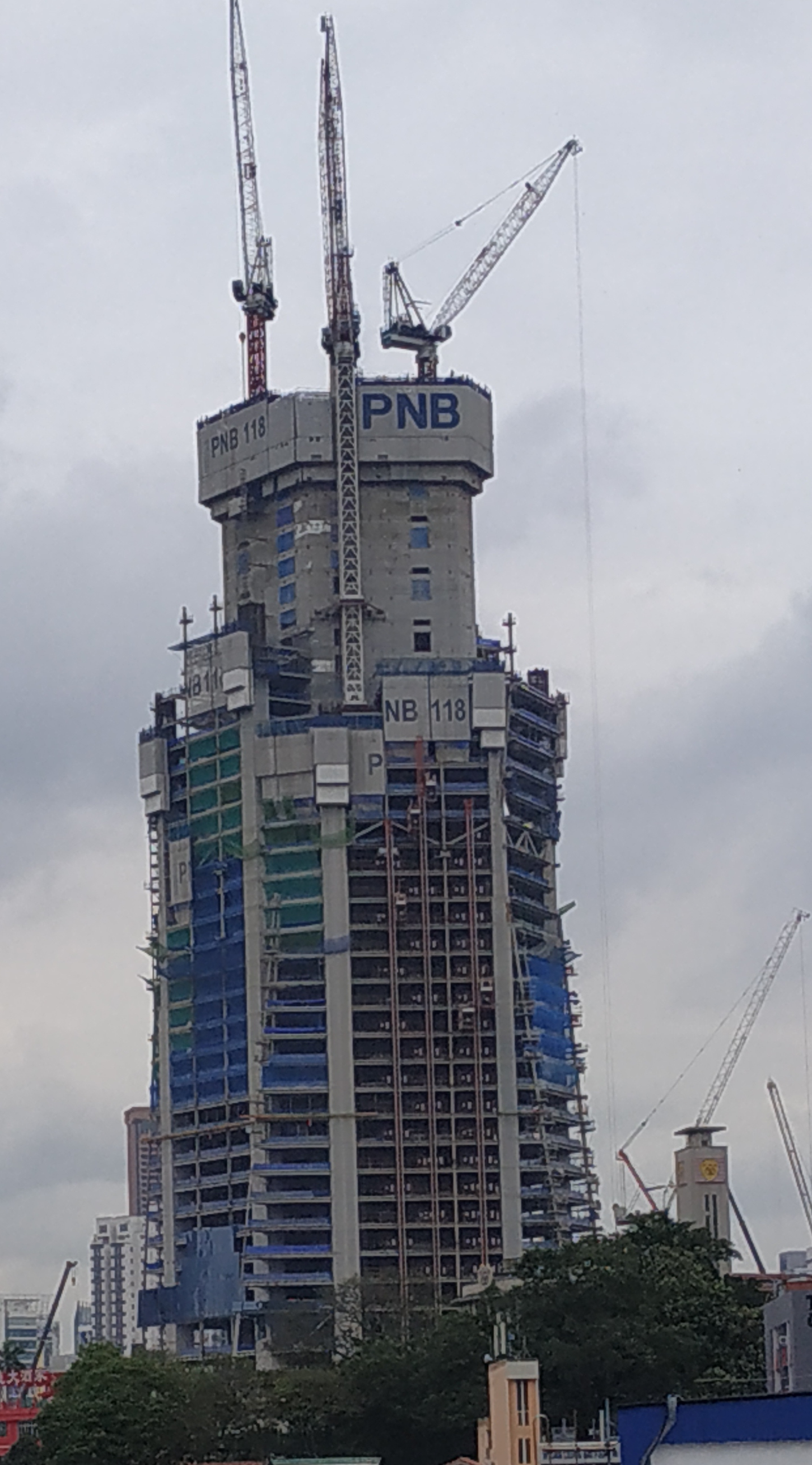
Dezembro de 2018
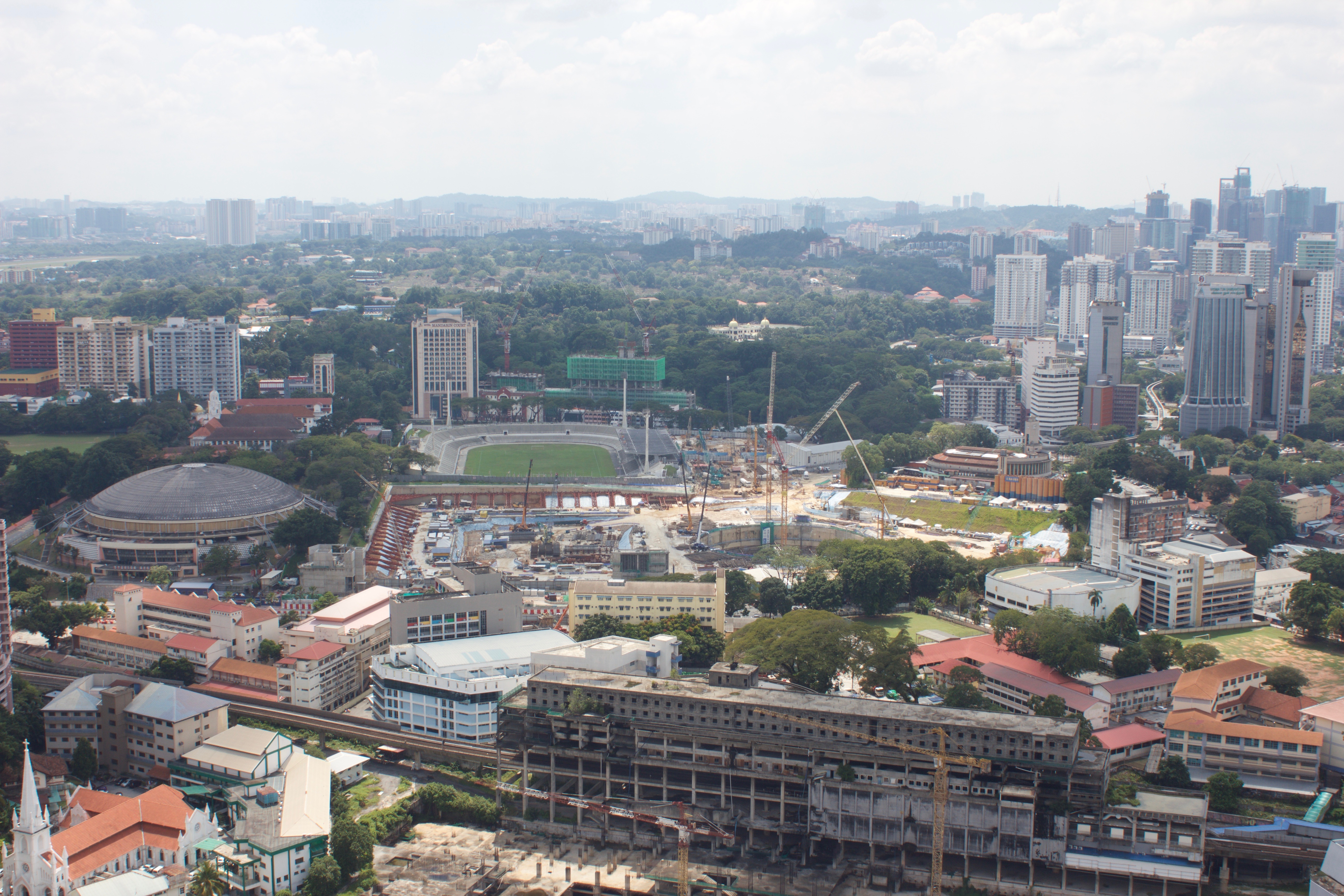
Novembro de 2016